# Monte Sinabung

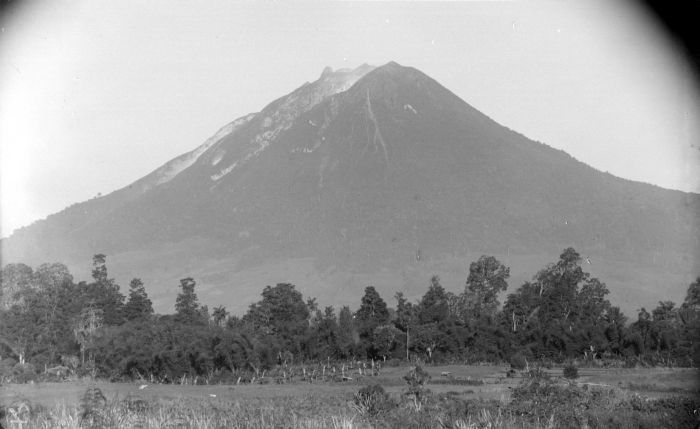
Foto tomada circa 1914, o 1919.

El monte Sinabung (en indonesio: Gunung Sinabung) es un estratovolcán de 2460 m s. n. m. formado en el Pleistoceno y situado al norte de la isla de Sumatra (Indonesia), en un área fundamentalmente agrícola. Se encuentra muy cerca de otro volcán, el Sibayak, y a 27 km de Brastaggi. Sus últimas erupciones fueron en agosto de 2010 y de 2013 hasta 2017, después de 400 años en calma. Actualmente se encuentra en erupción desde el 18 de febrero de 2018.
El volcán se encuentra en el Arco de Sonda, una cadena volcánica que une el cinturón alpino con el Cinturón de Fuego del Pacífico. Tiene cuatro cráteres que se caracterizan por componerse de andesita y dacita, de los que solo uno está activo.

## Erupciones de 2010
El Sinabung entró en erupción el 29 de agosto de 2010, apenas pasada la medianoche. La última fumarola registrada hasta la fecha había acontecido en 1912. En su primera erupción desde 1600, expulsó una nube de humo y ceniza que alcanzó los 1500 metros de altura sobre su cima. No hubo informes de víctimas ni se interrumpió el tráfico aéreo. Se evacuó a cerca de 12 000 personas.
Antes de la erupción había pasado varios días rugiendo y comenzado a expulsar lava, según informó el Centro de Vulcanología de Indonesia. Desde la erupción de la madrugada la actividad del volcán comenzó a decrecer.
Volvió a entrar en erupción el 30 de agosto de madrugada, y de nuevo en los primeros días de septiembre.

## Erupción de 2018
El 18 de febrero, el volcán volvió a entrar en erupción. Una enorme columna de humo de aproximadamente 7,2 kilómetros de altura obligó a evacuar la zona y a cerrar el aeropuerto de Kutakane, al norte del volcán.
Con la violenta sacudida de tierra al erupcionar, un trozo del pico del Sinabung conocido como "la cúpula de lava" se volatilizó al completo. El Centro de Vulcanología y Mitigación de Riesgos Geológicos de Indonesia añadió que el pico fue "completamente aniquilado".
Durante esa primera erupción no hubo heridos, pero algunos pequeños terremotos y la propia erupción hicieron que en las aldeas cercanas llovieran pequeñas piedras volcánicas producidas por los flujos piroclásticos y las partículas de ceniza arrojadas a la atmósfera.